# The Princess of Happy Chance
The Princess of Happy Chance é um filme de romance produzido no Reino Unido e lançado em 1917. Foi baseado em um romance de Tom Gallon.